# Amand Jegorowitsch Struwe

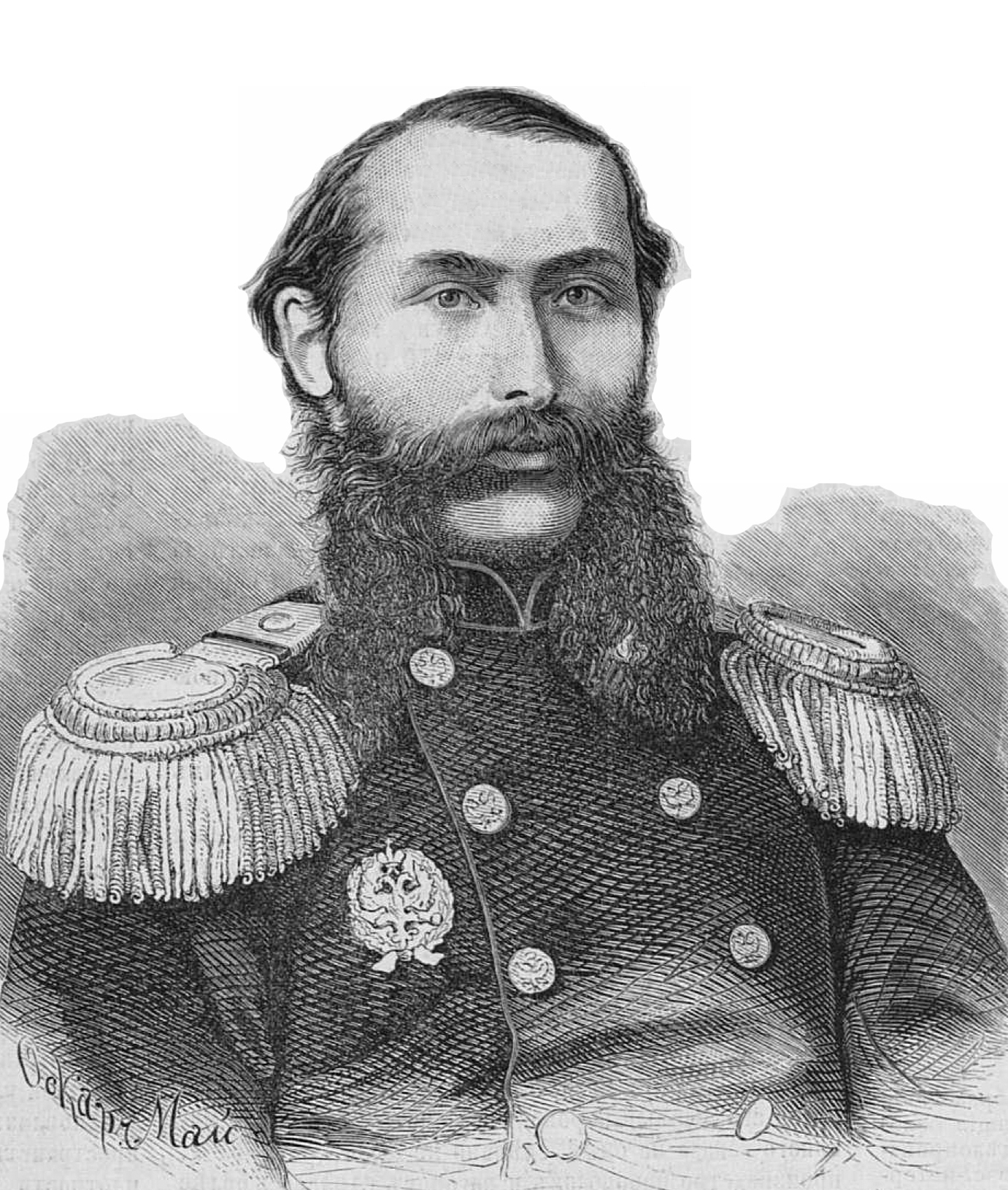
Amand Struwe 1870

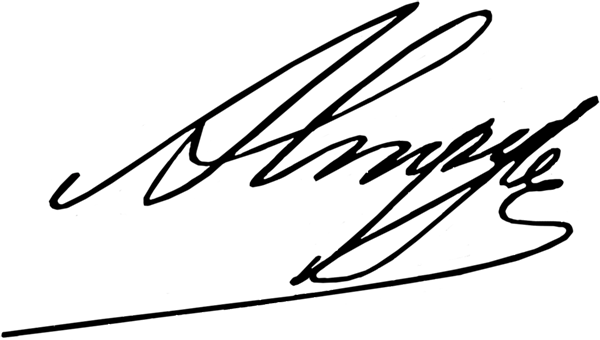
Signatur Amand Struwe

Amand Jegorowitsch Struwe (russisch Аманд Егорович Струве; * 18. Maijul. / 30. Mai 1835greg. in Sankt Petersburg, Russisches Kaiserreich; † 31. Augustjul. / 12. September 1898greg. bei Kolomna, Russisches Kaiserreich) war ein russischer Militäringenieur und Unternehmer deutscher Herkunft.

## Leben
Amand Struwe kam 1835 in Sankt Petersburg als Sohn der deutschen Adelsfamilie Struve, deren Vorfahren im 17. Jahrhundert nach Russland auswanderten, zur Welt. Er war ein Enkel von Johann Gustav von Struve.
Nachdem er die Artillerieschule und die Militäringenieur-Schule absolviert hatte, trat er in den aktiven Militärdienst ein und erkannte recht schnell, das ihn eine militärische Karriere nicht ansprach, woraufhin er sein Studium an der Ingenieurakademie von Nikolajew fortsetzte.
Nach erfolgreichem Abschluss begann er seine Tätigkeit beim Eisenbahnbau. Er leitete den Bau der Bahnstrecke Moskau-Nischni Nowgorod und der nötigen Brücken über die Moskwa und die Oka. Für die Herstellung von zusammengesetzten Brückenteilen richtete er 1863 bei Kolomna eine Werkstatt ein, die das Kernstück der 1871 gegründeten A. Struwe, Kolomna Maschinenfabrik, mit seinem Bruder Gustav Struwe (1833–1882) als Direktor, war. Zu Beginn des Jahres 1865 hatte das Werk bereits 9 Produktionsgebäude, deren Ausstattung in jeder Hinsicht den neuesten technologischen Standards entsprach. Die Fabrik expandierte mit der Herstellung von Metallprodukten. Es wurden eine Eisengießerei, eine Schmiede sowie mechanische Holz- und Montagewerkstätten errichtet, die bald in der Lage war Pontons, Güterwaggons, Lokomotiven und Dampfschiffe in hoher Stückzahl zu fertigen.
Als Ingenieur-Kapitän kam er 1867 nach Kiew. Dort wurde unter seiner Leitung, im Auftrag von Kaiser Alexander II., zwischen März 1868 und Februar 1870 mit der Struwe-Eisenbahnbrücke in Kiew die erste Eisenbahnbrücke über den Dnepr und die zu diesem Zeitpunkt längste Brücke in Europa, errichtet. Außerdem war er in Kiew maßgeblich an der Errichtung der zentralen Wasserversorgung, einer gasbetriebenen Straßenbeleuchtung und 1892 an der ersten elektrischen Tram des Russischen Kaiserreiches, der Straßenbahn Kiew, beteiligt. Für den Bau der Struwe-Brücke wurde er vom Kaiser zum Ingenieuroberst befördert.
Nachdem Struwe Kiew verlassen hatte, baute er weiterhin Brücken, so 1872 die Krjukiw-Brücke in Krementschuk, die Eisenbahnbrücke in Riga, die Alexander- oder Sysran-Brücke über die Wolga und zwischen 1875 und 1879 die Liteiny-Brücke in Sankt Petersburg. Während der feierlichen Eröffnung der Liteiny-Brücke (seinerzeit Alexander-Brücke genannt) am 1. Oktober 1879 wurde er zum Generalmajor befördert. Nach dem Tod seines Bruders Gustav im Juni 1882 übernahm er die Leitung des Maschinenbauunternehmens.
Amand Struwe starb 63-jährig an einer Leberkrankheit auf seinem Anwesen bei Kolomna und wurde auf dem lutherischen Teil des Wolkowo-Friedhofs in Sankt Petersburg bestattet.

## Ehrungen
Im April 2018 wurde in Kiew eine Straße nach ihm benannt.

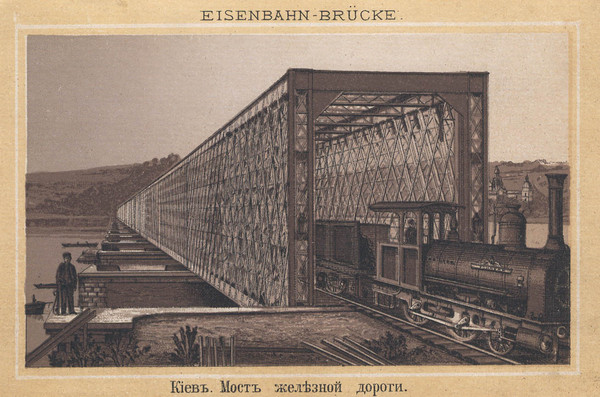
Struwe-Eisenbahnbrücke Kiew, 1870
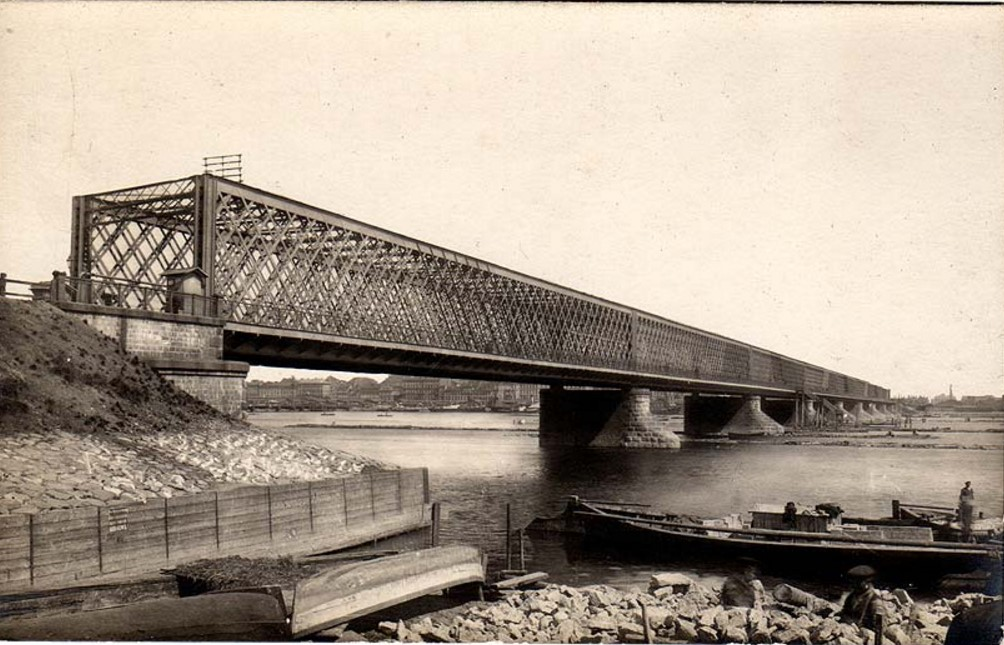
Eisenbahnbrücke Riga, 1872
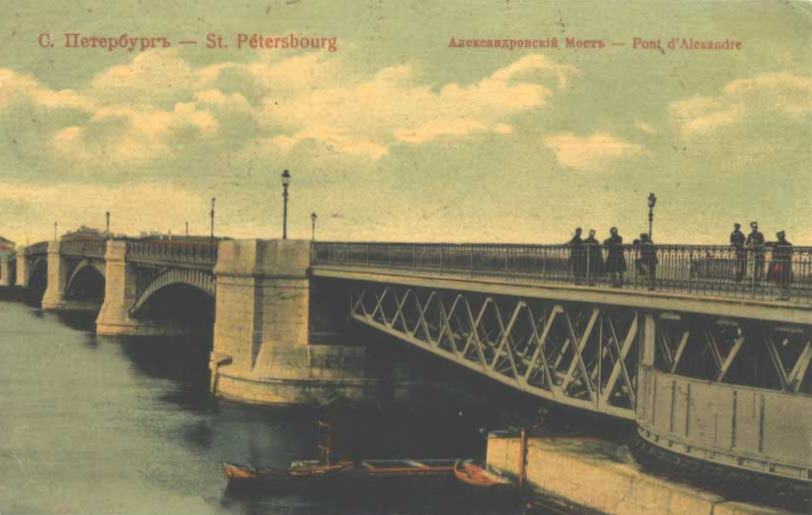
Liteiny-Brücke in Sankt Petersburg
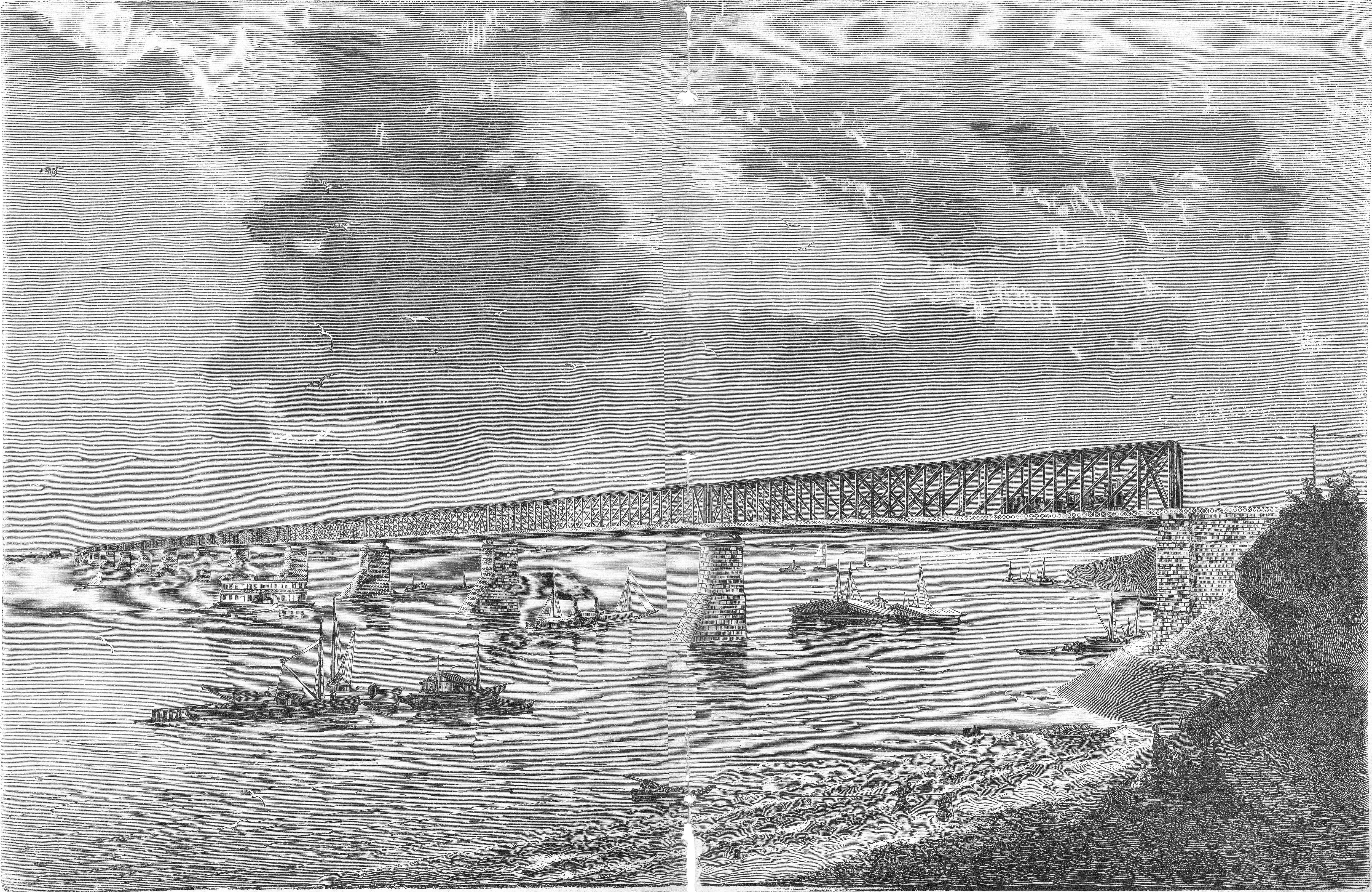
Alexanderbrücke 1880
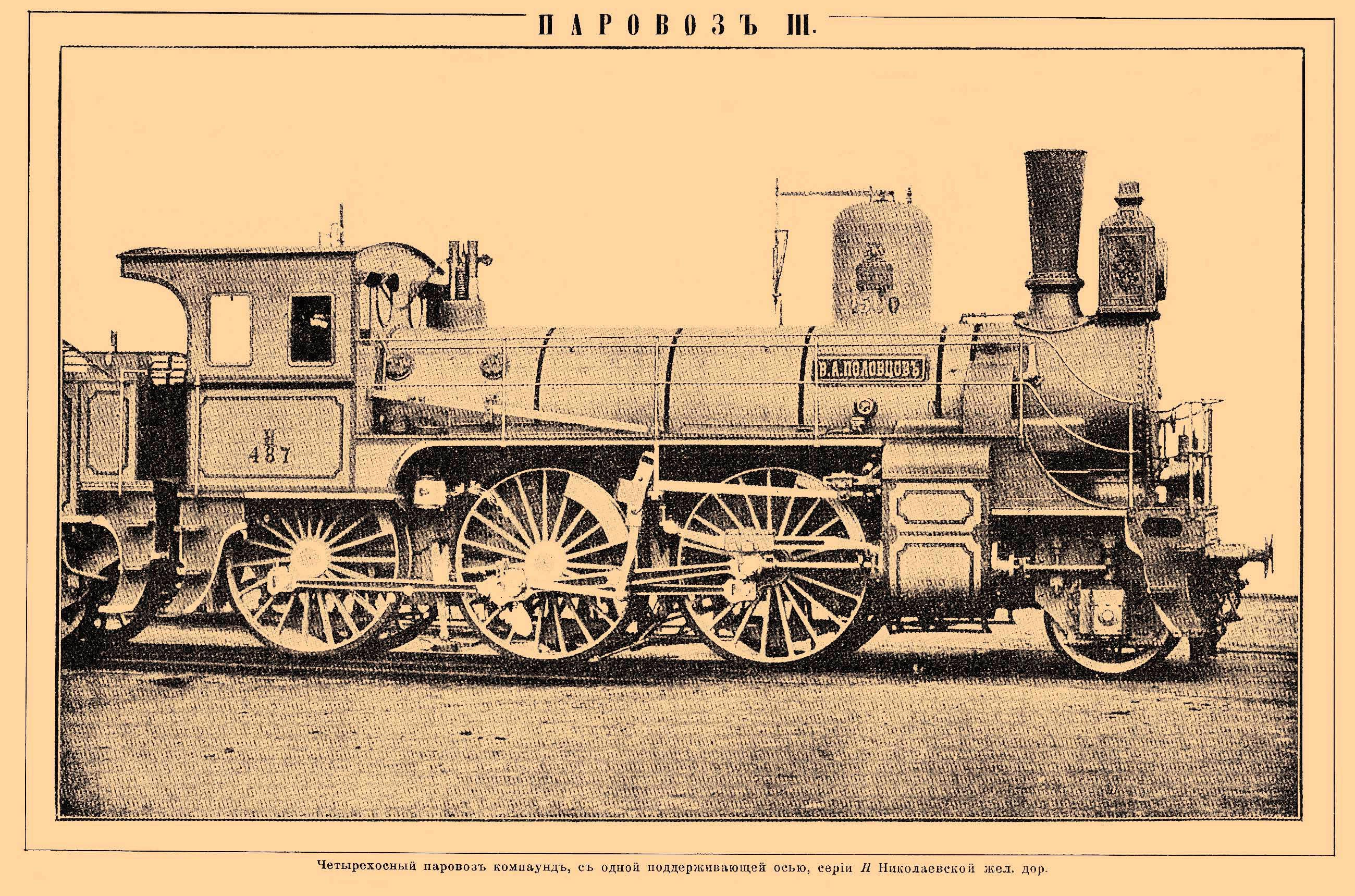
Lokomotive aus Struwes Kolomna-Maschinenfabrik zwischen 1890 und 1907